# Tim Russ
Timothy Darrell Russ (nascut el 22 de juny de 1956) és un actor, músic, guionista, director i astrònom aficionat estatunidenc. És conegut sobretot pels seus papers com a Tinent Comandant Tuvok a Star Trek: Voyager; Robert Johnson a Crossroads (1986); Casey a East of Hope Street (1998); Frank a Samantha Who?; Principal Franklin a la comèdia de situació de Nickelodeon iCarly; D. C. Montana a The Highwaymen (1987–1988); i pel seu breu paper a L'esbojarrada història de les galàxies (1987), pentinant el desert i dient "No hem trobat una m..." Va aparèixer a The Rookie: Feds (2022) i va repetir el seu paper com a capità Tuvok a la temporada 3 de Star Trek: Picard.

## Primers anys, família i educació
Russ va néixer a Washington, D.C., el 22 de juny de 1956, de mare empleada del govern i pare oficial de les Forces Aèries dels Estats Units. Va passar part de la seva infància a Turquia. Va cursar el seu últim any de secundària a la Rome Free Academy, de la qual es va graduar el 1974. Es va graduar a la Universitat de St. Edward amb una llicenciatura en arts teatrals. A més, va cursar estudis de postgrau a la Universitat Estatal d'Illinois, on va ser inclòs al seu Saló de la Fama.

## Carrera

### Actuació
El 1985, Russ va aparèixer a l'episodi Kentucky Rye de "La Dimensió Desconeguda" de  com a l'oficial número 2. Va fer una breu aparició a la pel·lícula de comèdia L'esbojarrada història de les galàxies com a un soldat que "pentina" el desert amb una pinta gegant. Russ va tenir un paper destacat a la pel·lícula de Charles Bronson Jo sóc la justícia 2.
Russ ha participat en la franquícia Star Trek com a actor de veu i cinema, guionista, director i productor. Va interpretar diversos papers menors abans d'aconseguir el paper del personatge principal Tuvok a Star Trek: Voyager. Russ va fer proves de pantalla el 1987 per al paper de Geordi La Forge a Star Trek: La nova generació abans de ser escollit com a Tuvok. Russ va entrar a Voyager com un Trekkie dedicat amb un ampli coneixement de la història de Vulcà, ha interpretat els següents papers a l'univers de Star Trek:
- Devor, un mercenari a bord de l'Enterprise-D disfressat d'enginyer de servei a l'episodi "Una nau minada" de La nova generació (1993)
- T'Kar, un klíngon a l'episodi "Invasive Procedures" (1993)
- Un tinent tàctic humà a l'USS Enterprise-B a la pel·lícula Star Trek: Generations (1994).
- La contrapart de Tuvok a l'univers mirall a l'episodi de Deep Space Nine "Through the Looking Glass" (1995).
- Un canviant que imita Tuvok a la temporada 3 de Star Trek: Picard.

El 1995, Russ va coescriure la història per als números 29 i 30 de Malibu Comics Star Trek: Deep Space Nine amb Mark Paniccia. Russ va interpretar papers de doblatge com a Tuvok als videojocs Star Trek: Voyager – Elite Force i Star Trek: Elite Force II. Russ és el director i una de les estrelles de la sèrie de fans Star Trek: Of Gods and Men, el primer terç de la qual es va publicar el desembre de 2007, i els dos terços restants es van publicar el 2008.
El nom del personatge de Russ, D. C. Montana, a The Highwayman era una referència a l'escriptor de Trek D. C. Fontana.
El 1990, va aparèixer en un episodi de Freddy's Nightmares.
Russ va dirigir i coprotagonitzar Star Trek: Renegades, i tant el 2013 com el 2014 va repetir el seu paper com a veu de Tuvok al videojoc multijugador massiu en línia Star Trek Online.

### Darrers treballs

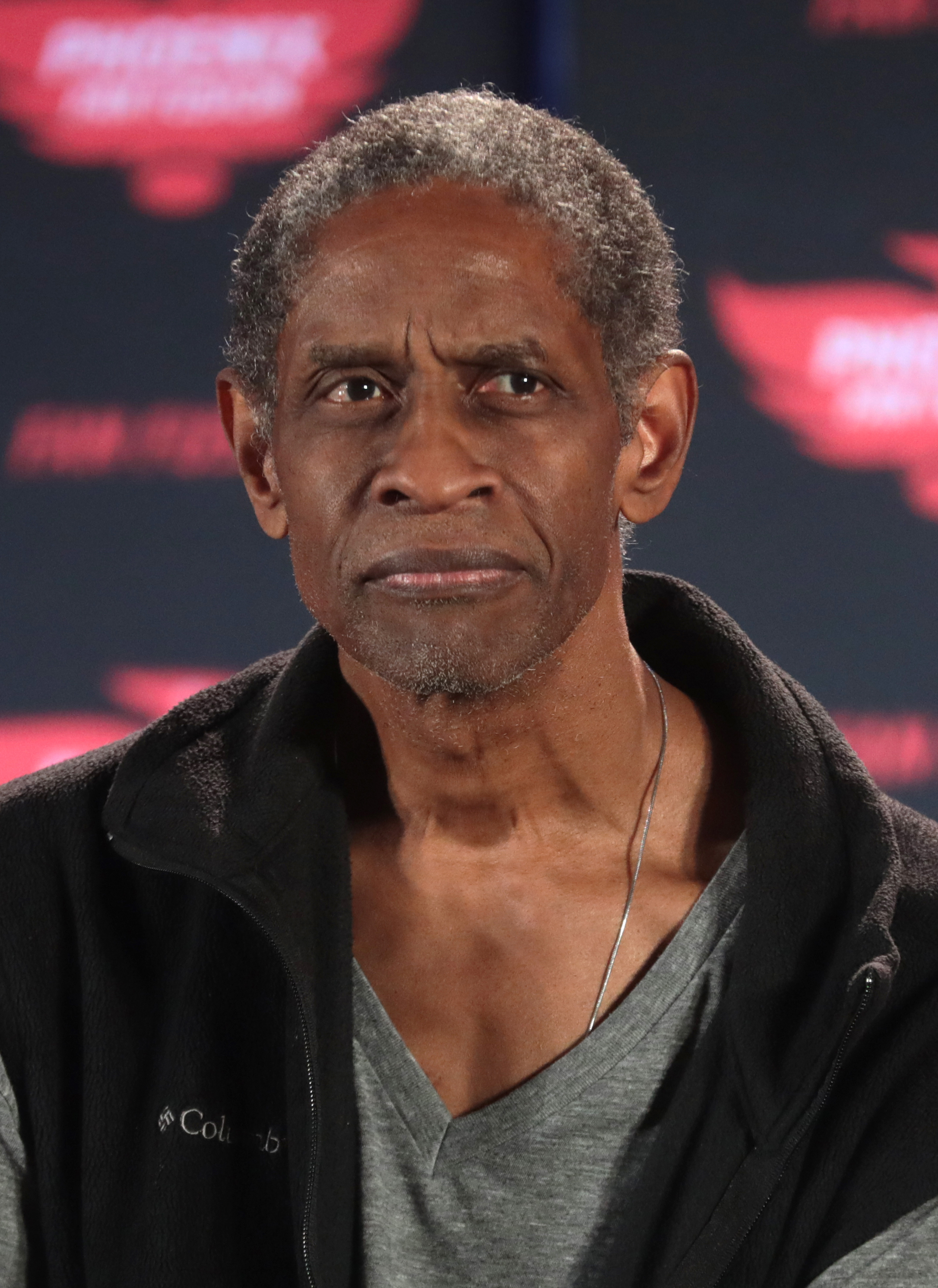
Russ al Phoenix Fan Fusion, 2022

Russ va aparèixer com a Frank, un porter sarcàstic a la comèdia de situació Samantha Who? del 2007 al 2009, i va aparèixer durant sis temporades com a director Ted Franklin a la sèrie de Nickelodeon iCarly. També va interpretar un metge en un episodi de Hannah Montana, "I Am Hannah, Hear Me Croak".
Russ va guanyar un Premi Emmy el 2014 pels anuncis de servei públic que va fer per a l'Oficina Regional de l'FBI a Los Angeles sobre robatori de propietat intel·lectual i ciberassetjament.
Va interpretar el capità Kells al videojoc de Bethesda Game Studios del 2015 Fallout 4.
El juny de 2025, després de l'anunci de Mel Brooks de Russ va insinuar a les xarxes socials que "Spaceballs 2", la pel·lícula, que s'estrenarà el 2027, podria aparèixer-hi juntament amb els seus companys de repartiment més famosos.

### Música i astronomia
Russ ha estat músic i cantant de tota la vida. A més, Russ ha estat un àvid astrònom aficionat durant la major part de la seva vida adulta, i és membre de la Societat Astronòmica de Los Angeles. El 2021 va formar part d'un petit grup d'astrònoms ciutadans que van ajudar a la detecció de l'asteroide 617 Patroclus com a preparació per a la sonda Lucy de la NASA. El febrer de 2022, va declarar que posseïa un telescopi Dobsonian de 10 polzades, un telescopi Schmidt-Cassegrain de 8" i un eVscope Unistellar.

## Filmografia

### Cinema
| Any  | Títol                                  | Paper                        | Notes                              |
| ---- | -------------------------------------- | ---------------------------- | ---------------------------------- |
| 1986 | Crossroads                             | Robert Johnson               |                                    |
| 1986 | Fire with Fire                         | Jerry Washington             |                                    |
| 1987 | L'esbojarrada història de les galàxies | Desert-Combing Trooper       |                                    |
| 1987 | Jo sóc la justícia 2                   | Jesse                        |                                    |
| 1988 | Bird                                   | Harris                       |                                    |
| 1988 | Pulse                                  | Policia                      |                                    |
| 1991 | Eve of Destruction                     | Carter                       |                                    |
| 1992 | Night Eyes 2                           | Jesse Younger                |                                    |
| 1992 | El rei del dissabte a la nit           | Assistant director           |                                    |
| 1994 | Dead Connection                        | Detectiu Chuck Roland        |                                    |
| 1994 | Star Trek: Generations                 | Oficial de pont Enterprise-B |                                    |
| 1998 | East of Hope Street                    | Casey                        |                                    |
| 2005 | The Cabinet of Dr. Caligari            | Town Clerk                   |                                    |
| 2006 | The Oh in Ohio                         | Douglas                      |                                    |
| 2006 | Unbeatable Harold                      | Diner Manager                |                                    |
| 2007 | Live Free or Die Hard                  | Agent Summers                | Die Hard 4.0 (fora d’Estats Units) |
| 2008 | InAlienable                            | News Anchor                  |                                    |
| 2011 | Rampart                                | Command Staff Member #1      |                                    |
| 2014 | Alongside Night                        | General Jack Guerdon         |                                    |
| 2014 | Asteroid vs. Earth                     | Capità Rogers                |                                    |
| 2014 | Greyscale                              | Gavin Calhoun                |                                    |
| 2015 | Star Trek: Renegades                   | Tuvok                        | També director                     |
| 2018 | 5th Passenger                          | Commander Franklin           |                                    |
| 2018 | A Fairy's Game                         | Warlock                      | Veu                                |
| 2018 | Junkie                                 | Martin Green                 |                                    |
| 2018 | Karma                                  | Frank Hudson                 |                                    |
| 2018 | Dick Dickster                          | Sammy Davas Jr.              |                                    |
| 2019 | Vitals                                 | The Surgeon                  |                                    |
| 2020 | The Midnight Sky                       | Mason Mosley                 | [ 17 ]                             |
| 2023 | Batman: The Doom That Came to Gotham   | Lucius Fox                   | Veu                                |

### Televisió
| Any        | Títol                                    | Paper                             | Notes                                     |
| ---------- | ---------------------------------------- | --------------------------------- | ----------------------------------------- |
| 1985, 1987 | Hill Street Blues                        | Paramedic / Burton / Ben Childers | 3 episodis                                |
| 1985       | The Twilight Zone                        | Officer #2                        | Episodi: "Kentucky Rye"                   |
| 1986       | Amazing Stories                          | Security Guard #1                 | Episodi: "You Gotta Believe Me"           |
| 1986       | Heart of the City                        | Collins                           | Episodi: "When Push Comes to Shove"       |
| 1987       | Jake and the Fatman                      | Pete                              | Episodi: "Brother, Can You Spare a Dime?" |
| 1987       | Starman                                  | Tyrone Washington                 | Episodi: "The System"                     |
| 1987       | Timestalkers                             | Sergent Filton                    | Telefilm                                  |
| 1987       | The Twilight Zone                        | Archer                            | Episodi: "Voices in the Earth"            |
| 1987       | Vietnam War Story                        | Sgt. Lemon                        | Episodi: "The Mine"                       |
| 1987       | Thirtysomething                          | Salesman                          | Episodi: "Pilot"                          |
| 1987       | Throb                                    | Man #2                            | Episodi: "Whose Coup Is It Anyway?"       |
| 1987–1988  | The Highwayman                           | D.C. Montana                      | 9 episodis                                |
| 1988       | 21 Jump Street                           | Ray Davies                        | Episodi: "Slippin' Into Darkness"         |
| 1988       | Roots: The Gift                          | Marcellus l’esclau                | Telefilm                                  |
| 1989       | Alien Nation                             | Ronald Ketnes                     | Episodi: "Pilot"                          |
| 1989       | Beauty and the Beast                     | Lieutenant Eric Parker            | Episodi: "Sticks and Stones"              |
| 1989       | The People Next Door                     | Noi amb metralladora              | 2 episodis                                |
| 1990       | Cop Rock                                 | Jurat                             | 2 episodis                                |
| 1990       | Family Matters                           | Jeff                              | Episodi: "Sitting Pretty"                 |
| 1990       | Freddy's Nightmares                      | Dr. Henry Picard                  | Episodi: "Dust to Dust"                   |
| 1990       | Mancuso, FBI                             | Malcolm Rashad                    | Episodi: "Conspiracy"                     |
| 1990, 1992 | El Príncep de Bel Air                    | Eugene / Agent Collins            | 3 episodis                                |
| 1991       | Lifestories                              | K.C.                              | Episodi: "Darryl Tevis"                   |
| 1991       | Dead Silence                             | Deputy Ryan                       | Telefilm                                  |
| 1992       | Tequila and Bonetti                      | 'Link'                            | Episodi: "The Rose Cadillac"              |
| 1993       | Hangin' with Mr. Cooper                  | Victor                            | Episodi: "Seoul Shake"                    |
| 1993       | Living Single                            | Officer Taylor                    | Episodi: "Burglar in the House"           |
| 1993       | Murphy Brown                             | Secret Service Officer            | Episodi: "The Egg & I"                    |
| 1993       | Star Trek: La nova generació             | Devor                             | Episodi: "Una nau minada"                 |
| 1993, 1995 | Star Trek: Deep Space Nine               | T'Kar / Mirror Universe Tuvok     | 2 episodis                                |
| 1993       | Journey to the Center of the Earth       | Joe Briggs                        | Telefilm                                  |
| 1994       | Hangin' with Mr. Cooper                  | Victor                            | Episodi: "Wedding Bell Blues"             |
| 1994       | Melrose Place                            | Roger Chambers                    | Episodi: "It's a Bad World After All"     |
| 1994       | SeaQuest DSV                             | Martin 'Mycroft' Clemens          | Episodi: "Photon Bullet"                  |
| 1995–2001  | Star Trek: Voyager                       | Tinent comandant Tuvok            | 172 episodis                              |
| 1997       | Spider-Man: The Animated Series          | Hobie Brown / Prowler (voice)     | Episodi: "The Prowler"                    |
| 2002       | Any Day Now                              | Juror                             | Episodi: "The Real Thing"                 |
| 2005       | ER                                       | Dr. Medford                       | Episodi: "Alone in a Crowd"               |
| 2005       | Unfabulous                               | Officer Jones                     | Episodi: "The Job"                        |
| 2006       | NCIS                                     | Jerry Kemper                      | Episodi: "Jeopardy"                       |
| 2006       | General Hospital                         | Dr. Trent                         | 4 episodis                                |
| 2006       | Twenty Good Years                        | Marty                             | 3 episodis                                |
| 2007       | Hannah Montana                           | Dr. Meyer                         | Episodi: "I Am Hannah, Hear Me Croak"     |
| 2007       | Without a Trace                          | Phil Hansen                       | Episodi: "Tail Spin"                      |
| 2007–2012  | iCarly                                   | Principal Ted Franklin            | 11 episodis                               |
| 2007–2009  | Samantha Who?                            | Frank the Doorman                 | 35 episodis                               |
| 2009       | Lincoln Heights                          | Principal                         | Episodi: "Lucky"                          |
| 2009       | Trust Me                                 | Gordon Benedict                   | 2 episodis                                |
| 2010       | CSI: Miami                               | Leonard Sterling                  | Episodi: "Meltdown"                       |
| 2010       | The Secret Life of the American Teenager | Vicar                             | Episodi: "Ben There, Done That"           |
| 2010–2011  | Sym-Bionic Titan                         | Solomon (veu)                     | 9 episodis                                |
| 2011       | Good Luck Charlie                        | Dr. Meyers                        | Episodi: "L.A.R.P. in the Park"           |
| 2011       | Suits                                    | Robert Geller                     | Episodi: "Identity Crisis"                |
| 2011       | The Young and the Restless               | Jutge Morrison                    | Episodis 9,741 and 9,742                  |
| 2012       | The Soul Man                             | Devon                             | Episodi: "How to Be a Church Lady"        |
| 2012       | Gibby                                    | Principal Ted Franklin            | Unaired Pilot                             |
| 2013       | Castle                                   | Dr. Malcolm Wickfield             | Episodi: "Time Will Tell"                 |
| 2013       | Guys with Kids                           | Specialist                        | Episodi: "Rare Breed"                     |
| 2013       | Lab Rats                                 | Special Agent Gordon              | Episodi: "Parallel Universe"              |
| 2014       | Regular Show                             | Sergent, Helicopter Pilot (veu)   | Episodi: "Portable Toilet"                |
| 2015       | The Night Shift                          | Bossman                           | Episodi: "Recovery"                       |
| 2015       | Sharknado 3: Oh Hell No!                 | General Gottlieb                  | Telefilm                                  |
| 2017       | The Good Doctor                          | Patient Chuck                     | Episodi: "Oliver"                         |
| 2017       | The Fosters                              | Judge James Eskin                 | 2 episodis                                |
| 2018       | Criminal Minds                           | Agent Lawrence                    | Episodi: "To A Better Place"              |
| 2018       | 9-1-1                                    | Conseller matrimonial             | Episodi: "Let Go"                         |
| 2018       | NCIS: New Orleans                        | Felix                             | Episodi: "Ties That Bind"                 |
| 2018       | Superior Donuts                          | Professor Mills                   | Episodi: "Grades of Wrath"                |
| 2018       | Supergirl                                | Councilman Jul-Us                 | Episodi: "Dark Side of The Moon"          |
| 2019       | Black Monday                             | Walter Darcy                      | Episodi: "339"                            |
| 2019       | PEN15                                    | Mr. Wyzell                        | 2 episodis                                |
| 2019       | The Orville                              | Dr. Sherman                       | Episodi: "Lasting Impressions"            |
| 2019       | NASA's Unexplained Files                 | Himself, Astronomer               | Episodi: "Did Aliens Nuke Mars?"          |
| 2019       | Swamp Thing                              | Dr. Chowodury                     | 2 episodis                                |
| 2019       | American Horror Story: 1984              | David Chambers                    | Episodi: "Red Dawn"                       |
| 2019       | How to Get Away with Murder              | Judge Kofi Bonaparte              | Episodi: "I Want to Be Free"              |
| 2020       | The Resident                             | Tyrone Griffiths                  | Episodi: "Last Shot"                      |
| 2021       | Them                                     | The Custodian                     | 2 episodis                                |
| 2021       | 4400                                     | Elijah Landry                     | Episodi: “You Only Meant Well”            |
| 2021-2023  | iCarly                                   | Principal Ted Franklin            | 2 episodis                                |
| 2023       | Poker Face                               | Max                               | Episodi: "The Orpheus Syndrome"           |
| 2023       | Star Trek: Picard                        | Capità Tuvok                      | 2 episodis                                |
| 2024       | Ted                                      | E.R Doctor                        | Episodi: "He's Gotta Have It"             |
| 2024       | NCIS                                     | Dr. Erik Harper                   | Episodi: "Heartless"                      |

| Any       | Títol                                 | Paper                                | Notes           |
| --------- | ------------------------------------- | ------------------------------------ | --------------- |
| 2000      | Star Trek: Voyager – Elite Force      | Tinent comandant Tuvok               |                 |
| 2003      | Star Trek: Elite Force II             | Tinent comandant Tuvok               | [ 19 ]          |
| 2005      | Law & Order: Criminal Intent          | Various                              |                 |
| 2006      | Lost Planet: Extreme Condition        | Bandero                              | [ 19 ]          |
| 2009      | Stormrise                             | Donovan                              |                 |
| 2009      | Marvel: Ultimate Alliance 2           | Black Panther                        |                 |
| 2009      | Dragon Age: Origins                   | Zathrian                             |                 |
| 2012      | The Secret World                      | Harrison Blake                       |                 |
| 2013      | Lightning Returns: Final Fantasy XIII | Veus addicionals                     | Doblatge anglès |
| 2013–2014 | Star Trek Online                      | Tuvok                                | [ 19 ]          |
| 2014      | The Elder Scrolls Online              | Blademaster Qariar                   |                 |
| 2015      | Fallout 4                             | Lancer Captain Kells                 | [ 19 ]          |
| 2016      | Mirror's Edge: Catalyst               | Birdman                              | [ 19 ]          |
| 2016      | Fallout 4: Far Harbor                 | Zealot Ware, Lancer Captain Kells    |                 |
| 2016      | Mafia III                             | Veus addicionals                     |                 |
| 2017      | Wolfenstein II: The New Colossus      | Gunslinger Joe                       |                 |
| 2020      | The Last of Us Part II                | Veus addicionals                     |                 |
| 2020      | World of Warcraft: Shadowlands        | Thenios                              |                 |
| 2022      | Horizon Forbidden West                | Jetakka                              | [ 19 ]          |
| 2023      | Starfield                             | Dad, Guillaume Degarmo, Maurice Lyon |                 |
| 2024      | Lego Horizon Adventures               | Sylens                               |                 |

| Any  | Títol               | Notes                     |
| ---- | ------------------- | ------------------------- |
| 1998 | East of Hope Street | Acreditat com Nate Thomas |

| Any  | Títol               | Notes                     |
| ---- | ------------------- | ------------------------- |
| 1998 | East of Hope Street | Acreditat com Nate Thomas |

| Any  | Títol                      | Notes                                  |
| ---- | -------------------------- | -------------------------------------- |
| 1998 | Star Trek: Voyager         | Episodi: "Testimoni vivent"            |
| 2007 | Star Trek: Of Gods and Men | Fanfilm                                |
| 2007 | Plugged                    | Curtmetratge satíric (en edició final) |
| 2014 | Star Trek: Renegades       | Producció de fans                      |